# Fissidens ramicola
Fissidens ramicola är en bladmossart som beskrevs av Brotherus 1906. Fissidens ramicola ingår i släktet fickmossor, och familjen Fissidentaceae. Inga underarter finns listade i Catalogue of Life.